# Malaya (journal)
Pour les articles homonymes, voir Malaya.
Malaya ou de nos jours Malaya Business Insight, anciennement Ang Pahayagang Malaya, est un journal philippin qui paraît quotidiennement en anglais. Le journal est fondé en 1981 par José Burgos sous la dictature de Ferdinand Marcos comme un journal d'opposition de gauche, s'affranchissant de la censure. Après la chute de Marcos, le journal se réoriente vers la presse généraliste classique, puis la presse économique.
Depuis 1999, Malaya est sur internet.

## Historique
Durant la dictature de Ferdinand Marcos, José Burgos, un journaliste indépendant, crée et édite à partir de 1977 un tabloïd anti-Marcos en tagalog nommé We Forum. Il fonde également en 1981 Ang Pahayagang Malaya (qui signifie « le journal libre »), un quotidien alternatif en tagalog,,. Après la fermeture forcée de We Forum et l'arrestation de José Burgos par les autorités en 1982 pour ses articles critiques de Marcos, ce dernier décide de transformer Malaya en un hebdomadaire d'opposition cette fois en anglais et fonctionnant sans publicité, dont le premier numéro paraît le 17 janvier 1983,.
Malaya est le premier journal à annoncer l'assassinat de Benigno Aquino, un des principaux opposants politiques de Marcos. Après cela, Malaya se vend à 90 000 exemplaires, étant l'un des journaux alternatifs qui n'hésitent pas à s'affranchir de la censure. Avec d'autres médias alternatifs émergeant sous la dictature, Malaya contribue à la diffusion du sentiment anti-Marcos et vaut à Burgos d'être nommé journaliste de l'année par l'Inter Press Service en 1986.
En 1987, Burgos se présente à l'élection sénatoriale et vend Malaya à son associé Amado Macasaet, un journaliste expérimenté,. Pour diversifier et élargir son lectorat, Macasaet reconvertit Malaya en un quotidien généraliste et modéré, abandonnant son statut de journal d'opposition de gauche,. 
Depuis la fin des années 2000, Malaya est titré Malaya Business Insight en une, s'orientant vers la presse économique tout en conservant une section généraliste.

## Effectif
Malaya est édité par People's Independent Media, une société détenue à environ 90 % par Amado Macasaet (jusqu'à sa mort le 7 janvier 2018). L'éditeur-en-chef est Enrique P. Romualdez.

## Tirage
Malaya est diffusé quotidiennement à environ 80 000 exemplaires en 2012.